# Municipio de East Marlborough
El municipio de East Marlborough (en inglés: East Marlborough Township) es un municipio ubicado en el condado de Chester en el estado estadounidense de Pensilvania. En el año 2000 tenía una población de 6317 habitantes y una densidad poblacional de 156,2 personas por km².

## Geografía
El municipio de East Marlborough se encuentra ubicado en las coordenadas 39°52′20″N 75°43′54″O / 39.87222, -75.73167.

## Demografía
Según la Oficina del Censo en 2000 los ingresos medios por hogar en la localidad eran de $95 812 y los ingresos medios por familia eran de $104 590. Los hombres tenían unos ingresos medios de $76 760 frente a los $42 260 para las mujeres. La renta per cápita de la localidad era de $38 090. Alrededor del 2,4% de la población estaba por debajo del umbral de pobreza.